# Edison Flores
Edison Flores (Lima, 14 de mayo de 1994) es un futbolista peruano. Juega de centrocampista y su equipo actual es el Club Universitario de Deportes de la Primera División del Perú. Es internacional con la selección peruana de fútbol desde 2013.
Inició su carrera deportiva en las divisiones menores de Universitario de Deportes. En el año 2011, con 16 años, participó en la Copa Libertadores Sub-20 de la cual se consagró campeón, siendo elegido el mejor jugador del torneo. Posteriormente integró las filas del Villarreal C.F (2012), Universitario (2012-2015) Aalborg B. K.(2016-2018), Monarcas Morelia (2018-2020), DC United (2020-2022). Retornó a Universitario en 2022, con el que se consagró campeón de la liga peruana en 2023 y 2024.
Con 17 goles anotados y 82 partidos jugados, es el segundo futbolista en actividad con más dianas de la selección peruana de fútbol, detrás de Paolo Guerrero, convirtiéndose en el noveno goleador histórico y compartiendo la posición con Oswaldo Ramírez; así mismo, el vigésimo con mayores presencias. Ha participado en la Copa Mundial de Fútbol de 2018 y fue el máximo artillero peruano de las clasificatorias a dicha competición con 5 tantos. También ha jugado en tres certámenes de la Copa América: Estados Unidos 2016, en la que alcanzó los cuartos de final; la edición de Brasil 2019, perdiendo en la final frente a Brasil; y la edición Estados Unidos 2024, en donde fueron eliminados en primera fase.

## Trayectoria

### Universitario de Deportes
Flores nació en el barrio de Collique, en el distrito limeño de Comas y fue formado en la escuela de fútbol de Héctor Chumpitaz, ubicada en el mismo distrito, donde permaneció entre los años 2004 y 2008. Posteriormente, fue llevado por «Tito» Chumpitaz a las divisiones menores de Universitario de Deportes. El 31 de marzo de 2011, Edison Flores y Andy Polo fueron promovidos al primer equipo por el entrenador José Guillermo del Solar, luego de que cada uno marcara tres goles en el Campeonato Sudamericano de Fútbol Sub-17 de 2011.
Formó parte del equipo de Universitario de Deportes sub-20 que conquistó la Copa Libertadores Sub-20 de 2011 realizada en el Perú y fue elegido como el mejor jugador del torneo. El 21 de abril de 2012, anotó su primer gol a nivel profesional ante el León de Huánuco luego de aprovechar un centro al área de Horacio Calcaterra. El 14 de julio, marcó un gol en el clásico del fútbol peruano con un remate de cabeza dándole el triunfo a los cremas por 2-1.

### Paso por Villarreal y retorno a Universitario
El 31 de agosto de 2012 fue transferido al Villarreal C. F. de España. El 30 de septiembre hizo su debut en el Villarreal "B", la filial del club, ante el Badalona en el triunfo de su equipo por 1-0. El 1 de diciembre, anotó su primer gol en un partido ante el Levante "B" que terminó con marcador de 1-1. El 28 de marzo de 2014, el Villarreal oficializó en su página web el traspaso de Flores al club Universitario del Perú.
Tras su regreso al cuadro estudiantil, disputó la Copa Libertadores 2014 quedando eliminados en la fase de grupos a manos de Vélez Sarsfield y Athletico Paranaense, terminando el año con 3 goles en 22 partidos. El 2016 podría ser considerado el mejor año futbolístico del jugador formando un cuarteto efectivo junto a Andy Polo, Raúl Ruidíaz y Diego Guastavino, obteniendo el título del Torneo Apertura ante Sporting Cristal con su gol de chalaca.

### Aalborg B. K.
En agosto de 2016 fue transferido al Aalborg B. K. de Dinamarca. Su debut oficial con la camiseta del cuadro danés se produjo el 15 de agosto en la victoria por 2-1 ante el Esbjerg. Su primer gol lo anotó el 28 de agosto ante el Aarhus. En su primera temporada disputó dieciocho encuentros y anotó un gol en la liga. En la Copa de Dinamarca anotó un gol en dos partidos y avanzaron hasta los cuartos de final donde fueron eliminados por el Midtjylland. Durante la campaña 2017-18 disputó un total de veintinueve partidos del campeonato, donde anotó un gol (derrota 3-2 ante el Nordsjælland). En la copa nacional de esa misma temporada, avanzaron hasta los cuartos de final, tras ser derrotados por 3-1 por el Fredericia. En dicha competición disputó dos encuentros y marcó un gol ante el Helsingør en los octavos de final.

### Monarcas Morelia
En agosto de 2018, fue anunciado como nuevo refuerzo el club Monarcas Morelia tras la salida de su compatriota Raúl Ruidíaz. Debutó el 22 de septiembre en el empate ante Pumas. Su primera anotación se dio el 15 de febrero de 2019 ante el Monterrey por el Clausura de la Liga MX. Para la temporada 2019-A, el cuadro monarca logró clasificar a la Liguilla del Apertura, Flores anotó un gol en el partido de vuelta por los cuartos de final ante el León. Fue elegido como el mejor jugador de dicha fase. En semifinales, Monarcas se enfrentó al América y se impuso de local por 2-0; sin embargo, cayó de visita por el mismo marcador, el club capitalino clasificó a la final por estar mejor posicionado en la tabla del Apertura.

### D.C. United

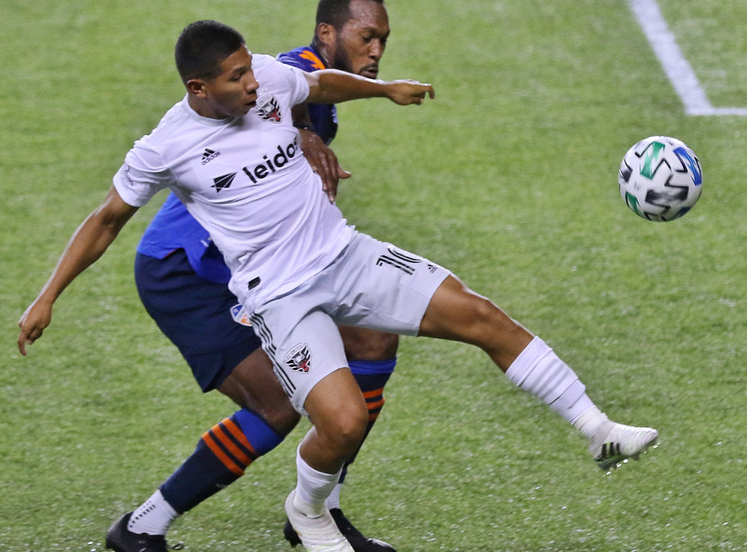
Edison Flores jugando contra el Cincinnati.

Edison Flores fue fichado por el D. C. United de la MLS en el mes de enero de 2020 como jugador franquicia. El 14 de enero de 2020, el D. C. United adquirió a Flores pagando una tarifa de transferencia récord del club de $ 5 millones. Debutó el 29 de febrero, en una derrota 1-2 contra Colorado Rapids. A fines de agosto, sufrió una colisión de cabeza a cabeza y estuvo fuera 6 semanas para reparar fracturas faciales. Regresó de su lesión el 11 de octubre de 2020, en una derrota 1-2 contra el Chicago Fire. El 1 de noviembre de 2020, contribuyó con sus primeras asistencias para el equipo, proporcionando dos en una derrota 3-4 contra el New England Revolution. Terminó la temporada 2020 con 13 apariciones y 4 asistencias.
Para la temporada siguiente Flores contribuyó con una asistencia en la derrota 3-1 ante el Columbus Crew. En el siguiente encuentro anotó su primer gol en la MLS el 13 de mayo de 2021, asegurando una victoria por 1-0 sobre el Chicago Fire. A fines de mayo, sufrió un desgarro muscular y estuvo fuera casi 11 semanas. El 19 de agosto aportó con una asistencia en la derrota 3-2 ante el New England Revolution. A mediados de septiembre anotó un gol en la derrota 3-2 ante el Atlanta United. Le siguieron dos partidos en donde dio una asistencia en cada uno, en las victorias por 4-2 ante el Cincinnati y 3-1 ante el Minnesota United.

### Universitario de Deportes
En 2023, el Club Universitario de Deportes y el Atlas de México llegaron a un acuerdo para el préstamo del jugador hasta el 2024, para reforzar al equipo tanto en la Copa Sudamericana como en el torneo doméstico. Pudo afianzarse en el equipo para luego salir campeón de la Liga 1 2023, después de disputar dos finales ante Alianza Lima, en donde el Orejas anotó el primer gol del 0-2 en el partido de vuelta.
En 2024 jugó un total de 32 partidos del torneo local, alcanzando los 9 goles y 6 partidos de Copa Libertadores, anotando 1 gol. A final de año logró el bicampeonato nacional con el plantel crema en el año de su Centenario. En diciembre, Universitario y Atlas llegaron a un acuerdo para la rescisión del contrato de Flores, quien resignó el sueldo del año y medio de contrato restante que tenía con Atlas, tras lo cual firmó con Universitario un contrato por cuatro temporadas.

## Selección nacional

### Selecciones juveniles
Flores inició su participación en la selección peruana con la categoría sub-17, con la cual disputó el torneo de fútbol de los Juegos Suramericanos de 2010 y el Campeonato Sudamericano de Fútbol Sub-17 de 2011 donde marcó tres goles en los cuatro partidos de la primera fase. Fue convocado para el Campeonato Sudamericano de Fútbol Sub-20 de 2013, el 10 de enero hizo su debut ante la selección de Uruguay, encuentro que culminó 3-3. El 18 de enero marcó su primer gol ante Brasil en el triunfo por 2-0 que significó la clasificación al hexagonal final como primeros del grupo B. Marcó su segundo gol en la última fecha del hexagonal final ante Chile, el partido terminó en empate a uno, resultado que no alcanzó para que Perú logre la clasificación a la Copa Mundial de Turquía.

### Selección absoluta

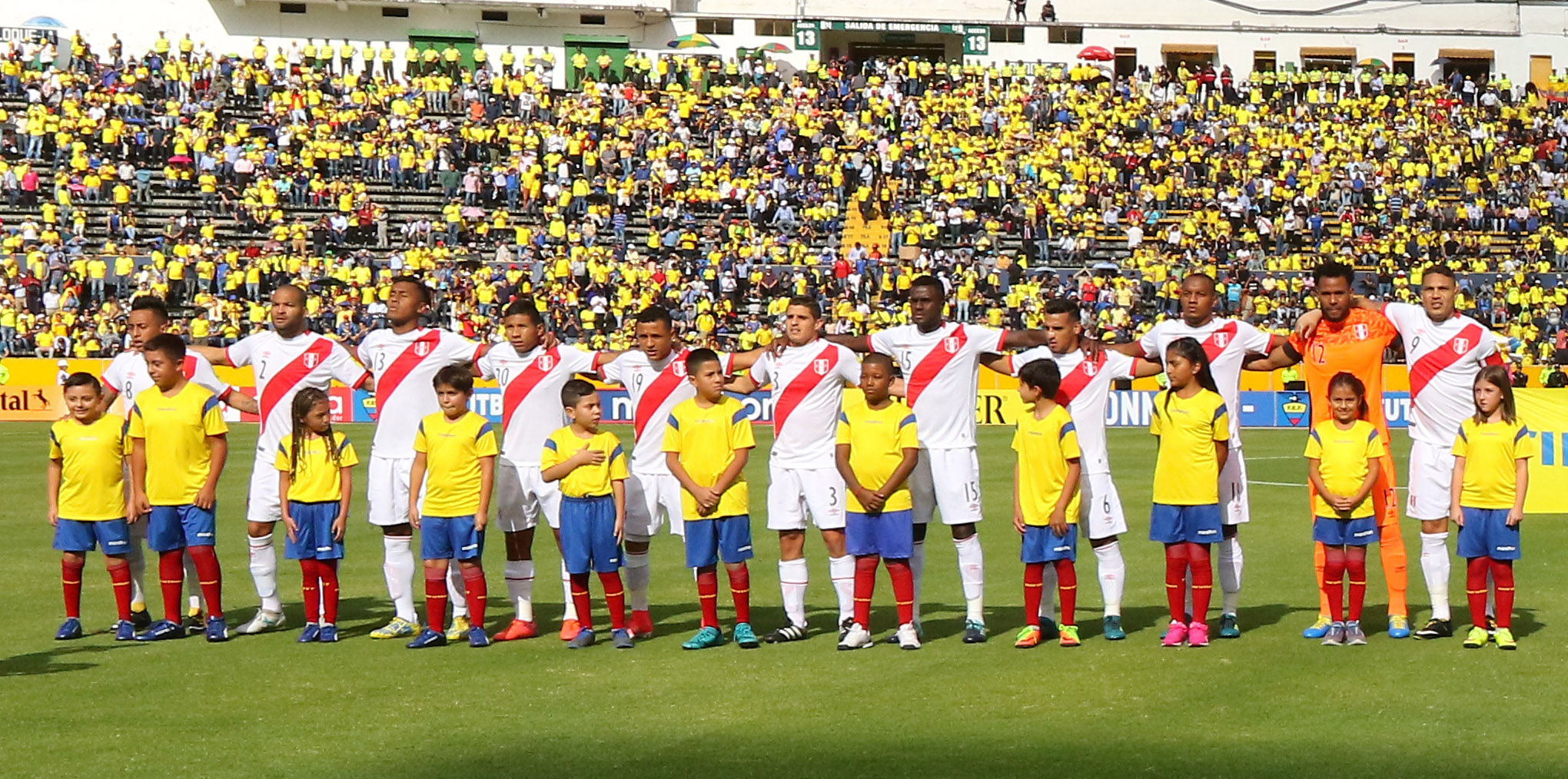
Flores con la plantilla titular que alineó contra Ecuador en Quito en 2017. El partido terminó 2-1 a favor de Perú. El centrocampista abrió el marcador.

Con la selección absoluta ha sido internacional en 84 ocasiones y ha marcado 17 goles. Su debut se produjo el 14 de agosto de 2013 en un encuentro amistoso ante la selección de Corea del Sur que finalizó con marcador de 0-0. Gracias al recambio generacional que impulsó Ricardo Gareca, Edison tuvo más oportunidades con la selección peruana, debutando oficialmente en la clasificación de Conmebol para la Copa Mundial de Fútbol de 2018 el 24 de marzo de 2016, cuando ingresó por Jefferson Farfán en el partido contra su similar de Venezuela, brindando un pase gol a Raúl Ruidíaz y decretando el empate a dos en el Estadio Nacional del Perú.

#### Copa América Centenario
El 20 de mayo de 2016, el entrenador Ricardo Gareca, lo incluyó en la nómina de 23 jugadores convocados para disputar la Copa América Centenario. El estreno de la blanquirroja en la competición se produjo el 4 de junio de 2016 derrotando por 1-0 a Haití. Cuatro días más tarde empató por marcador de 2-2 ante su similar de Ecuador. Perú cerró su participación en la primera fase con una victoria por 1-0 ante Brasil.

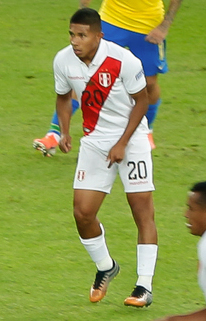
Flores en la Final de la Copa América 2019.

En los cuartos de final enfrentó a la selección de Colombia con la que empató 0-0 en el tiempo reglamentario, finalmente fueron derrotados por 4-2 en la tanda de penales. Edison fue titular en los cuatro partidos que disputó su selección y marcó un gol. En la segunda ronda de las eliminatorias para Rusia 2018 Flores anotó cinco goles, convirtiéndose (junto a Paolo Guerrero) en el goleador de la selección durante dicho proceso, a cuyo término Perú obtuvo la clasificación a la Copa Mundial de Fútbol de 2018.

#### Copa Mundial de 2018
El 16 de mayo de 2018, el entrenador de la selección peruana, Ricardo Gareca, lo incluyó en la nómina preliminar de 24 jugadores convocados para la Copa Mundial de Fútbol de 2018. Fue confirmado en la lista definitiva de 23 jugadores el 4 de junio. En el torneo Perú integró el grupo C junto con Francia, Australia y Dinamarca. Disputó su primer partido mundialista el 16 de junio de 2018 en el Mordovia Arena frente a Dinamarca. Jugó los tres encuentros de la primera fase de titular, aunque su selección no avanzó a la siguiente ronda tras haber culminado en el tercer lugar de su grupo con tan solo tres puntos.

#### Copa América 2019
El 30 de mayo de 2019 fue convocado para la Copa América 2019 así como para los amistosos internacionales previos. El 29 de junio marcó el gol del triunfo en la definición por penales frente a Uruguay dándole el pase a la selección peruana a las semifinales del torneo. El 3 de julio marcó el primer tanto del encuentro que finalizó 0-3 frente a Chile, con el que disputaba la semifinal de la Copa; sin embargo, se retiró a inicios del segundo tiempo debido a una lesión. El combinado peruano consiguió el pase a la final de la competición. Tras finalizar la Copa, fue incluido por el portal brasileño GloboEsporte.com en el XI Ideal del torneo.

### Participaciones en Copas del Mundo
| Mundial                        | Sede  | Resultado    | Partidos | Goles |
| ------------------------------ | ----- | ------------ | -------- | ----- |
| Copa Mundial de Fútbol de 2018 | Rusia | Primera fase | 3        | 0     |

### Participaciones en Copa América
| Copa                    | Sede           | Resultado        | Partidos | Goles |
| ----------------------- | -------------- | ---------------- | -------- | ----- |
| Copa América Centenario | Estados Unidos | Cuartos de final | 4        | 1     |
| Copa América 2019       | Brasil         | Subcampeón       | 6        | 2     |
| Copa América 2024       | Estados Unidos | Fase de grupos   | 3        | 0     |

## Estadísticas

### Clubes
| Club                             | Temporada           | Liga | Liga | Copas nacionales * | Copas nacionales * | Copas internacionales ** | Copas internacionales ** | Total | Total |
| Club                             | Temporada           | PJ   | G    | PJ                 | G                  | PJ                       | G                        | PJ    | G     |
| -------------------------------- | ------------------- | ---- | ---- | ------------------ | ------------------ | ------------------------ | ------------------------ | ----- | ----- |
| Universitario de Deportes · Perú | 2011                | 11   | 0    | 1                  | 0                  | 3                        | 0                        | 15    | 0     |
| Universitario de Deportes · Perú | 2012                | 26   | 4    | 0                  | 0                  | 0                        | 0                        | 26    | 4     |
| Universitario de Deportes · Perú | Total               | 37   | 4    | 1                  | 0                  | 3                        | 0                        | 41    | 4     |
| Villarreal C. F. "B" · España    | 2012-13             | 16   | 3    | 0                  | 0                  | 0                        | 0                        | 16    | 3     |
| Villarreal C. F. "B" · España    | 2013-14             | 28   | 4    | 0                  | 0                  | 0                        | 0                        | 28    | 4     |
| Villarreal C. F. "B" · España    | Total               | 44   | 7    | 0                  | 0                  | 0                        | 0                        | 44    | 7     |
| Universitario de Deportes · Perú | 2014                | 16   | 2    | 6                  | 1                  | 0                        | 0                        | 22    | 3     |
| Universitario de Deportes · Perú | 2015                | 24   | 3    | 6                  | 1                  | 3                        | 0                        | 33    | 4     |
| Universitario de Deportes · Perú | 2016                | 24   | 8    | 0                  | 0                  | 0                        | 0                        | 24    | 8     |
| Universitario de Deportes · Perú | Total               | 64   | 13   | 12                 | 2                  | 3                        | 0                        | 79    | 15    |
| Aalborg B. K. Dinamarca          | 2016-17             | 18   | 1    | 2                  | 1                  | 0                        | 0                        | 20    | 2     |
| Aalborg B. K. Dinamarca          | 2017-18             | 29   | 1    | 2                  | 1                  | 0                        | 0                        | 31    | 2     |
| Aalborg B. K. Dinamarca          | Total               | 47   | 2    | 4                  | 2                  | 0                        | 0                        | 51    | 4     |
| Monarcas Morelia · México        | 2018-19             | 24   | 5    | 2                  | 0                  | 0                        | 0                        | 26    | 5     |
| Monarcas Morelia · México        | 2019-20             | 21   | 7    | 0                  | 0                  | 0                        | 0                        | 21    | 7     |
| Monarcas Morelia · México        | Total               | 45   | 12   | 2                  | 0                  | 0                        | 0                        | 47    | 12    |
| D. C. United Estados Unidos      | 2020                | 13   | 0    | 0                  | 0                  | 0                        | 0                        | 13    | 0     |
| D. C. United Estados Unidos      | 2021                | 16   | 2    | 0                  | 0                  | 0                        | 0                        | 16    | 2     |
| D. C. United Estados Unidos      | 2022                | 12   | 1    | 1                  | 0                  | 0                        | 0                        | 13    | 1     |
| D. C. United Estados Unidos      | Total               | 41   | 3    | 1                  | 0                  | 0                        | 0                        | 42    | 3     |
| Atlas F. C. · México             | 2022-23             | 22   | 0    | 1                  | 0                  | 1                        | 0                        | 24    | 0     |
| Atlas F. C. · México             | Total               | 22   | 0    | 1                  | 0                  | 1                        | 0                        | 24    | 0     |
| Universitario de Deportes · Perú | 2023                | 15   | 6    | 0                  | 0                  | 2                        | 1                        | 17    | 7     |
| Universitario de Deportes · Perú | 2024                | 32   | 9    | 0                  | 0                  | 6                        | 1                        | 38    | 10    |
| Universitario de Deportes · Perú | 2025                | 18   | 4    | 0                  | 0                  | 7                        | 1                        | 25    | 5     |
| Universitario de Deportes · Perú | Total               | 65   | 19   | 0                  | 0                  | 15                       | 3                        | 80    | 22    |
| Total en su carrera              | Total en su carrera | 365  | 60   | 21                 | 4                  | 22                       | 3                        | 408   | 67    |

- (*) Torneo del Inca, Copa de Dinamarca, Copa México, Lamar Hunt U.S. Open Cup y Campeón de Campeones.
- (**) Copa Sudamericana, Liga de Campeones de la Concacaf y Copa Libertadores de América.

### Selección nacional
| \| Fecha \| Ciudad \| Local \| Resultado \| Visitante \| Competencia \| Goles \| \| ---------- \| ---------------- \| -------------- \| --------- \| -------------------- \| ------------------------------ \| ----- \| \| 14-08-2013 \| Suwon \| Corea del Sur \| 0:0 \| Perú \| Amistoso \| 0 \| \| 30-05-2014 \| Londres \| Inglaterra \| 3:0 \| Perú \| Amistoso \| 0 \| \| 04-09-2015 \| Washington D. C. \| Estados Unidos \| 2:1 \| Perú \| Amistoso \| 0 \| \| 24-03-2016 \| Lima \| Perú \| 2:2 \| Venezuela \| Clasificación Mundial 2018 \| 0 \| \| 23-05-2016 \| Lima \| Perú \| 4:0 \| Trinidad y Tobago \| Amistoso \| 1 \| \| 28-05-2016 \| Washington D. C. \| Perú \| 3:1 \| El Salvador \| Amistoso \| 0 \| \| 04-06-2016 \| Seattle \| Haití \| 0:1 \| Perú \| Copa América Centenario \| 0 \| \| 08-06-2016 \| Glendale \| Ecuador \| 2:2 \| Perú \| Copa América Centenario \| 1 \| \| 12-06-2016 \| Foxborough \| Brasil \| 0:1 \| Perú \| Copa América Centenario \| 0 \| \| 17-06-2016 \| East Rutherford \| Perú \| 0:0 / 2:4 \| Colombia \| Copa América Centenario \| 0 \| \| 01-09-2016 \| La Paz \| Bolivia \| 0:3[53] \| Perú \| Clasificación Mundial 2018 \| 0 \| \| 06-09-2016 \| Lima \| Perú \| 2:1 \| Ecuador \| Clasificación Mundial 2018 \| 0 \| \| 06-10-2016 \| Lima \| Perú \| 2:2 \| Argentina \| Clasificación Mundial 2018 \| 0 \| \| 11-10-2016 \| Santiago \| Chile \| 2:1 \| Perú \| Clasificación Mundial 2018 \| 1 \| \| 10-11-2016 \| Asunción \| Paraguay \| 1:4 \| Perú \| Clasificación Mundial 2018 \| 1 \| \| 23-03-2017 \| Maturín \| Venezuela \| 2:2 \| Perú \| Clasificación Mundial 2018 \| 0 \| \| 29-03-2017 \| Lima \| Perú \| 2:1 \| Uruguay \| Clasificación Mundial 2018 \| 1 \| \| 08-06-2017 \| Trujillo \| Perú \| 1:0 \| Paraguay \| Amistoso \| 0 \| \| 13-06-2017 \| Arequipa \| Perú \| 3:1 \| Jamaica \| Amistoso \| 1 \| \| 31-08-2017 \| Lima \| Perú \| 2:1 \| Bolivia \| Clasificación Mundial 2018 \| 1 \| \| 05-09-2017 \| Quito \| Ecuador \| 1:2 \| Perú \| Clasificación Mundial 2018 \| 1 \| \| 05-10-2017 \| Buenos Aires \| Argentina \| 0:0 \| Perú \| Clasificación Mundial 2018 \| 0 \| \| 10-10-2017 \| Lima \| Perú \| 1:1 \| Colombia \| Clasificación Mundial 2018 \| 0 \| \| 11-11-2017 \| Wellington \| Nueva Zelanda \| 0:0 \| Perú \| Repesca Mundial 2018 \| 0 \| \| 15-11-2017 \| Lima \| Perú \| 2:0 \| Nueva Zelanda \| Repesca Mundial 2018 \| 0 \| \| 23-03-2018 \| Miami \| Perú \| 2:0 \| Croacia \| Amistoso \| 1 \| \| 27-03-2018 \| Harrison \| Perú \| 3:1 \| Islandia \| Amistoso \| 0 \| \| 29-05-2018 \| Lima \| Perú \| 2:0 \| Escocia \| Amistoso \| 0 \| \| 03-06-2018 \| San Galo \| Arabia Saudita \| 0:3 \| Perú \| Amistoso \| 0 \| \| 09-06-2018 \| Gotemburgo \| Suecia \| 0:0 \| Perú \| Amistoso \| 0 \| \| 16-06-2018 \| Saransk \| Perú \| 0:1 \| Dinamarca \| Copa Mundial de Fútbol de 2018 \| 0 \| \| 21-06-2018 \| Ekaterimburgo \| Francia \| 1:0 \| Perú \| Copa Mundial de Fútbol de 2018 \| 0 \| \| 26-06-2018 \| Sochi \| Australia \| 0:2 \| Perú \| Copa Mundial de Fútbol de 2018 \| 0 \| \| 09-09-2018 \| Sinsheim \| Alemania \| 2:1 \| Perú \| Amistoso \| 0 \| \| 12-10-2018 \| Miami Gardens \| Perú \| 3:0 \| Chile \| Amistoso \| 0 \| \| 16-10-2018 \| East Hartford \| Estados Unidos \| 1:1 \| Perú \| Amistoso \| 1 \| \| 15-11-2018 \| Lima \| Perú \| 0:2 \| Ecuador \| Amistoso \| 0 \| \| 20-11-2018 \| Arequipa \| Perú \| 2:3 \| Costa Rica \| Amistoso \| 1 \| \| 22-03-2019 \| Harrison \| Perú \| 1:0 \| Paraguay \| Amistoso \| 0 \| \| 26-03-2019 \| Washington D. C. \| Perú \| 0:2 \| El Salvador \| Amistoso \| 0 \| \| 05-06-2019 \| Lima \| Perú \| 1:0 \| Costa Rica \| Amistoso \| 0 \| \| 15-06-2019 \| Porto Alegre \| Venezuela \| 0:0 \| Perú \| Copa América 2019 \| 0 \| \| 18-06-2019 \| Río de Janeiro \| Bolivia \| 1:3 \| Perú \| Copa América 2019 \| 1 \| \| 22-06-2019 \| São Paulo \| Perú \| 0:5 \| Brasil \| Copa América 2019 \| 0 \| \| 29-06-2019 \| Salvador \| Uruguay \| 0:0 / 4:5 \| Perú \| Copa América 2019 \| 0 \| \| 03-07-2019 \| Porto Alegre \| Chile \| 0:3 \| Perú \| Copa América 2019 \| 1 \| \| 06-07-2019 \| Río de Janeiro \| Brasil \| 3:1 \| Perú \| Copa América 2019 \| 0 \| \| 05-09-2019 \| Nueva Jersey \| Perú \| 0:1 \| Ecuador \| Amistoso \| 0 \| \| 10-09-2019 \| Los Ángeles \| Brasil \| 0:1 \| Perú \| Amistoso \| 0 \| \| 15-10-2019 \| Lima \| Perú \| 1:1 \| Uruguay \| Amistoso \| 0 \| \| 15-11-2019 \| Miami Gardens \| Colombia \| 1:0 \| Perú \| Amistoso \| 0 \| \| 13-11-2020 \| Santiago \| Chile \| 2:0 \| Perú \| Clasificación Mundial 2022 \| 0 \| \| 17-11-2020 \| Lima \| Perú \| 0:2 \| Argentina \| Clasificación Mundial 2022 \| 0 \| \| 02-09-2021 \| Lima \| Perú \| 1:1 \| Uruguay \| Clasificación Mundial 2022 \| 0 \| \| 05-09-2021 \| Lima \| Perú \| 1:0 \| Venezuela \| Clasificación Mundial 2022 \| 0 \| \| 09-09-2021 \| Recife \| Brasil \| 2:0 \| Perú \| Clasificación Mundial 2022 \| 0 \| \| 07-10-2021 \| Lima \| Perú \| 2:0 \| Chile \| Clasificación Mundial 2022 \| 0 \| \| 16-01-2022 \| Lima \| Perú \| 1:1 \| Panamá \| Amistoso \| 0 \| \| 28-01-2022 \| Barranquilla \| Colombia \| 0:1 \| Perú \| Clasificación Mundial 2022 \| 1 \| \| 01-02-2022 \| Lima \| Perú \| 1:1 \| Ecuador \| Clasificación Mundial 2022 \| 1 \| \| 24-03-2022 \| Montevideo \| Uruguay \| 1:0 \| Perú \| Clasificación Mundial 2022 \| 0 \| \| 29-03-2022 \| Lima \| Perú \| 2:0 \| Paraguay \| Clasificación Mundial 2022 \| 0 \| \| 13-06-2022 \| Rayán \| Australia \| 0:0 / 5:4 \| Perú \| Repesca Mundial 2022 \| 0 \| \| 24-09-2022 \| Pasadena \| México \| 1:0 \| Perú \| Amistoso \| 0 \| \| 25-03-2023 \| Maguncia \| Alemania \| 2:0 \| Perú \| Amistoso \| 0 \| \| 28-03-2023 \| Madrid \| Marruecos \| 0:0 \| Perú \| Amistoso \| 0 \| \| 16-06-2023 \| Busan \| Corea del Sur \| 0:1 \| Perú \| Amistoso \| 0 \| \| 20-06-2023 \| Suita \| Japón \| 4:1 \| Perú \| Amistoso \| 0 \| \| 16-11-2023 \| La Paz \| Bolivia \| 2:0 \| Perú \| Clasificación Mundial 2026 \| 0 \| \| 21-11-2023 \| Lima \| Perú \| 1:1 \| Venezuela \| Clasificación Mundial 2026 \| 0 \| \| 26-03-2024 \| Lima \| Perú \| 4:1 \| República Dominicana \| Amistoso \| 0 \| \| 07-06-2024 \| Lima \| Perú \| 0:0 \| Paraguay \| Amistoso \| 0 \| \| 14-06-2024 \| Chester \| El Salvador \| 0:1 \| Perú \| Amistoso \| 1 \| \| 21-06-2024 \| Arlington \| Perú \| 0:0 \| Chile \| Copa América 2024 \| 0 \| \| 25-06-2024 \| Kansas City \| Perú \| 0:1 \| Canadá \| Copa América 2024 \| 0 \| \| 29-06-2024 \| Miami Gardens \| Argentina \| 2:0 \| Perú \| Copa América 2024 \| 0 \| \| 11-10-2024 \| Lima \| Perú \| 1:0 \| Uruguay \| Clasificación Mundial 2026 \| 0 \| \| 15-10-2024 \| Brasilia \| Brasil \| 4:0 \| Perú \| Clasificación Mundial 2026 \| 0 \| \| 15-11-2024 \| Lima \| Perú \| 0:0 \| Chile \| Clasificación Mundial 2026 \| 0 \| \| 19-11-2024 \| Buenos Aires \| Argentina \| 1:0 \| Perú \| Clasificación Mundial 2026 \| 0 \| \| 20-03-2025 \| Lima \| Perú \| 3:1 \| Bolivia \| Clasificación Mundial 2026 \| 1 \| \| 25-03-2025 \| Maturín \| Venezuela \| 1:0 \| Perú \| Clasificación Mundial 2026 \| 0 \| \| 06-06-2025 \| Barranquilla \| Colombia \| 0:0 \| Perú \| Clasificación Mundial 2026 \| 0 \| \| 10-06-2025 \| Lima \| Perú \| 0:0 \| Ecuador \| Clasificación Mundial 2026 \| 0 \| \| Total \| \| Presencias \| 84 \| \| Goles \| 17 \| |                  |                |           |                      |                                |       |
| Fecha | Ciudad           | Local          | Resultado | Visitante            | Competencia                    | Goles |
| 14-08-2013 | Suwon            | Corea del Sur  | 0:0       | Perú                 | Amistoso                       | 0     |
| 30-05-2014 | Londres          | Inglaterra     | 3:0       | Perú                 | Amistoso                       | 0     |
| 04-09-2015 | Washington D. C. | Estados Unidos | 2:1       | Perú                 | Amistoso                       | 0     |
| 24-03-2016 | Lima             | Perú           | 2:2       | Venezuela            | Clasificación Mundial 2018     | 0     |
| 23-05-2016 | Lima             | Perú           | 4:0       | Trinidad y Tobago    | Amistoso                       | 1     |
| 28-05-2016 | Washington D. C. | Perú           | 3:1       | El Salvador          | Amistoso                       | 0     |
| 04-06-2016 | Seattle          | Haití          | 0:1       | Perú                 | Copa América Centenario        | 0     |
| 08-06-2016 | Glendale         | Ecuador        | 2:2       | Perú                 | Copa América Centenario        | 1     |
| 12-06-2016 | Foxborough       | Brasil         | 0:1       | Perú                 | Copa América Centenario        | 0     |
| 17-06-2016 | East Rutherford  | Perú           | 0:0 / 2:4 | Colombia             | Copa América Centenario        | 0     |
| 01-09-2016 | La Paz           | Bolivia        | 0:3       | Perú                 | Clasificación Mundial 2018     | 0     |
| 06-09-2016 | Lima             | Perú           | 2:1       | Ecuador              | Clasificación Mundial 2018     | 0     |
| 06-10-2016 | Lima             | Perú           | 2:2       | Argentina            | Clasificación Mundial 2018     | 0     |
| 11-10-2016 | Santiago         | Chile          | 2:1       | Perú                 | Clasificación Mundial 2018     | 1     |
| 10-11-2016 | Asunción         | Paraguay       | 1:4       | Perú                 | Clasificación Mundial 2018     | 1     |
| 23-03-2017 | Maturín          | Venezuela      | 2:2       | Perú                 | Clasificación Mundial 2018     | 0     |
| 29-03-2017 | Lima             | Perú           | 2:1       | Uruguay              | Clasificación Mundial 2018     | 1     |
| 08-06-2017 | Trujillo         | Perú           | 1:0       | Paraguay             | Amistoso                       | 0     |
| 13-06-2017 | Arequipa         | Perú           | 3:1       | Jamaica              | Amistoso                       | 1     |
| 31-08-2017 | Lima             | Perú           | 2:1       | Bolivia              | Clasificación Mundial 2018     | 1     |
| 05-09-2017 | Quito            | Ecuador        | 1:2       | Perú                 | Clasificación Mundial 2018     | 1     |
| 05-10-2017 | Buenos Aires     | Argentina      | 0:0       | Perú                 | Clasificación Mundial 2018     | 0     |
| 10-10-2017 | Lima             | Perú           | 1:1       | Colombia             | Clasificación Mundial 2018     | 0     |
| 11-11-2017 | Wellington       | Nueva Zelanda  | 0:0       | Perú                 | Repesca Mundial 2018           | 0     |
| 15-11-2017 | Lima             | Perú           | 2:0       | Nueva Zelanda        | Repesca Mundial 2018           | 0     |
| 23-03-2018 | Miami            | Perú           | 2:0       | Croacia              | Amistoso                       | 1     |
| 27-03-2018 | Harrison         | Perú           | 3:1       | Islandia             | Amistoso                       | 0     |
| 29-05-2018 | Lima             | Perú           | 2:0       | Escocia              | Amistoso                       | 0     |
| 03-06-2018 | San Galo         | Arabia Saudita | 0:3       | Perú                 | Amistoso                       | 0     |
| 09-06-2018 | Gotemburgo       | Suecia         | 0:0       | Perú                 | Amistoso                       | 0     |
| 16-06-2018 | Saransk          | Perú           | 0:1       | Dinamarca            | Copa Mundial de Fútbol de 2018 | 0     |
| 21-06-2018 | Ekaterimburgo    | Francia        | 1:0       | Perú                 | Copa Mundial de Fútbol de 2018 | 0     |
| 26-06-2018 | Sochi            | Australia      | 0:2       | Perú                 | Copa Mundial de Fútbol de 2018 | 0     |
| 09-09-2018 | Sinsheim         | Alemania       | 2:1       | Perú                 | Amistoso                       | 0     |
| 12-10-2018 | Miami Gardens    | Perú           | 3:0       | Chile                | Amistoso                       | 0     |
| 16-10-2018 | East Hartford    | Estados Unidos | 1:1       | Perú                 | Amistoso                       | 1     |
| 15-11-2018 | Lima             | Perú           | 0:2       | Ecuador              | Amistoso                       | 0     |
| 20-11-2018 | Arequipa         | Perú           | 2:3       | Costa Rica           | Amistoso                       | 1     |
| 22-03-2019 | Harrison         | Perú           | 1:0       | Paraguay             | Amistoso                       | 0     |
| 26-03-2019 | Washington D. C. | Perú           | 0:2       | El Salvador          | Amistoso                       | 0     |
| 05-06-2019 | Lima             | Perú           | 1:0       | Costa Rica           | Amistoso                       | 0     |
| 15-06-2019 | Porto Alegre     | Venezuela      | 0:0       | Perú                 | Copa América 2019              | 0     |
| 18-06-2019 | Río de Janeiro   | Bolivia        | 1:3       | Perú                 | Copa América 2019              | 1     |
| 22-06-2019 | São Paulo        | Perú           | 0:5       | Brasil               | Copa América 2019              | 0     |
| 29-06-2019 | Salvador         | Uruguay        | 0:0 / 4:5 | Perú                 | Copa América 2019              | 0     |
| 03-07-2019 | Porto Alegre     | Chile          | 0:3       | Perú                 | Copa América 2019              | 1     |
| 06-07-2019 | Río de Janeiro   | Brasil         | 3:1       | Perú                 | Copa América 2019              | 0     |
| 05-09-2019 | Nueva Jersey     | Perú           | 0:1       | Ecuador              | Amistoso                       | 0     |
| 10-09-2019 | Los Ángeles      | Brasil         | 0:1       | Perú                 | Amistoso                       | 0     |
| 15-10-2019 | Lima             | Perú           | 1:1       | Uruguay              | Amistoso                       | 0     |
| 15-11-2019 | Miami Gardens    | Colombia       | 1:0       | Perú                 | Amistoso                       | 0     |
| 13-11-2020 | Santiago         | Chile          | 2:0       | Perú                 | Clasificación Mundial 2022     | 0     |
| 17-11-2020 | Lima             | Perú           | 0:2       | Argentina            | Clasificación Mundial 2022     | 0     |
| 02-09-2021 | Lima             | Perú           | 1:1       | Uruguay              | Clasificación Mundial 2022     | 0     |
| 05-09-2021 | Lima             | Perú           | 1:0       | Venezuela            | Clasificación Mundial 2022     | 0     |
| 09-09-2021 | Recife           | Brasil         | 2:0       | Perú                 | Clasificación Mundial 2022     | 0     |
| 07-10-2021 | Lima             | Perú           | 2:0       | Chile                | Clasificación Mundial 2022     | 0     |
| 16-01-2022 | Lima             | Perú           | 1:1       | Panamá               | Amistoso                       | 0     |
| 28-01-2022 | Barranquilla     | Colombia       | 0:1       | Perú                 | Clasificación Mundial 2022     | 1     |
| 01-02-2022 | Lima             | Perú           | 1:1       | Ecuador              | Clasificación Mundial 2022     | 1     |
| 24-03-2022 | Montevideo       | Uruguay        | 1:0       | Perú                 | Clasificación Mundial 2022     | 0     |
| 29-03-2022 | Lima             | Perú           | 2:0       | Paraguay             | Clasificación Mundial 2022     | 0     |
| 13-06-2022 | Rayán            | Australia      | 0:0 / 5:4 | Perú                 | Repesca Mundial 2022           | 0     |
| 24-09-2022 | Pasadena         | México         | 1:0       | Perú                 | Amistoso                       | 0     |
| 25-03-2023 | Maguncia         | Alemania       | 2:0       | Perú                 | Amistoso                       | 0     |
| 28-03-2023 | Madrid           | Marruecos      | 0:0       | Perú                 | Amistoso                       | 0     |
| 16-06-2023 | Busan            | Corea del Sur  | 0:1       | Perú                 | Amistoso                       | 0     |
| 20-06-2023 | Suita            | Japón          | 4:1       | Perú                 | Amistoso                       | 0     |
| 16-11-2023 | La Paz           | Bolivia        | 2:0       | Perú                 | Clasificación Mundial 2026     | 0     |
| 21-11-2023 | Lima             | Perú           | 1:1       | Venezuela            | Clasificación Mundial 2026     | 0     |
| 26-03-2024 | Lima             | Perú           | 4:1       | República Dominicana | Amistoso                       | 0     |
| 07-06-2024 | Lima             | Perú           | 0:0       | Paraguay             | Amistoso                       | 0     |
| 14-06-2024 | Chester          | El Salvador    | 0:1       | Perú                 | Amistoso                       | 1     |
| 21-06-2024 | Arlington        | Perú           | 0:0       | Chile                | Copa América 2024              | 0     |
| 25-06-2024 | Kansas City      | Perú           | 0:1       | Canadá               | Copa América 2024              | 0     |
| 29-06-2024 | Miami Gardens    | Argentina      | 2:0       | Perú                 | Copa América 2024              | 0     |
| 11-10-2024 | Lima             | Perú           | 1:0       | Uruguay              | Clasificación Mundial 2026     | 0     |
| 15-10-2024 | Brasilia         | Brasil         | 4:0       | Perú                 | Clasificación Mundial 2026     | 0     |
| 15-11-2024 | Lima             | Perú           | 0:0       | Chile                | Clasificación Mundial 2026     | 0     |
| 19-11-2024 | Buenos Aires     | Argentina      | 1:0       | Perú                 | Clasificación Mundial 2026     | 0     |
| 20-03-2025 | Lima             | Perú           | 3:1       | Bolivia              | Clasificación Mundial 2026     | 1     |
| 25-03-2025 | Maturín          | Venezuela      | 1:0       | Perú                 | Clasificación Mundial 2026     | 0     |
| 06-06-2025 | Barranquilla     | Colombia       | 0:0       | Perú                 | Clasificación Mundial 2026     | 0     |
| 10-06-2025 | Lima             | Perú           | 0:0       | Ecuador              | Clasificación Mundial 2026     | 0     |
| Total |                  | Presencias     | 84        |                      | Goles                          | 17    |

### Resumen estadístico
| Competición           | Encuentros | Goles | Promedio |
| --------------------- | ---------- | ----- | -------- |
| Liga                  | 365        | 60    | 0,16     |
| Copas nacionales      | 21         | 4     | 0,19     |
| Copas internacionales | 22         | 3     | 0,14     |
| Selección del Perú    | 84         | 17    | 0,20     |
| Total                 | 492        | 84    | 0,17     |

## Palmarés

### Títulos nacionales
| Título                    | Club                      | País | Año  |
| ------------------------- | ------------------------- | ---- | ---- |
| Torneo Apertura           | Universitario de Deportes | Perú | 2016 |
| Torneo Clausura           | Universitario de Deportes | Perú | 2023 |
| Primera División del Perú | Universitario de Deportes | Perú | 2023 |
| Torneo Apertura           | Universitario de Deportes | Perú | 2024 |
| Torneo Clausura           | Universitario de Deportes | Perú | 2024 |
| Primera División del Perú | Universitario de Deportes | Perú | 2024 |
| Torneo Apertura           | Universitario de Deportes | Perú | 2025 |

### Títulos internacionales
| Título                   | Club                      | País | Año  |
| ------------------------ | ------------------------- | ---- | ---- |
| Copa Libertadores Sub-20 | Universitario de Deportes | Perú | 2011 |

### Distinciones individuales
| Distinción                                                  | Año  |
| ----------------------------------------------------------- | ---- |
| Mejor jugador de la Copa Libertadores Sub-20                | 2011 |
| Máximo asistidor del Torneo Apertura                        | 2016 |
| Mejor volante creativo del Descentralizado 2016             | 2016 |
| Mejor jugador de la fecha 15 de las Eliminatorias           | 2017 |
| Incluido en el XI ideal de la fecha 16 de las Eliminatorias | 2017 |
| Máximo artillero peruano de las Eliminatorias               | 2017 |
| Incluido en el XI ideal de la Copa América por GloboEsporte | 2019 |
| Mejor jugador de los cuartos de final de la Liga MX         | 2019 |
| Man of the Match: Fecha 5 de la MLS                         | 2021 |

## Vida personal
El 21 de diciembre de 2019 contrajo matrimonio con la médica peruana Ana Siucho, hermana del futbolista Roberto Siucho, tras cinco años de relación. Tienen una hija llamada Alba, la cual nació el 27 de mayo de 2021.